# Droga wojewódzka 283
Die Droga wojewódzka 283 (DW 283) ist eine 33 Kilometer lange Droga wojewódzka (Woiwodschaftsstraße) in der polnischen Woiwodschaft Lebus, die von Zielona Góra über Kożuchów zur Droga wojewódzka 292 in Richtung Bytom Odrzański führt. Die Strecke liegt in der kreisfreien Stadt Zielona Góra und im Powiat Nowosolski.

## Streckenverlauf
Woiwodschaft Lebus, Kreisfreie Stadt Zielona Góra
-  Zielona Góra (Grünberg in Schlesien) (S 3, DK 27, DK 32, DW 280, DW 281, DW 282)
-  Zatonie (Günthersdorf) (DW 279)
- Barcikowice (Groß Hänchen)

Woiwodschaft Lebus, Powiat Nowosolski
- Książ Śląski (Fürstenau)
- Studzieniec (Streidelsdorf)
-  Mirocin Dolny (Nieder Herzogswaldau) (DW 290)
-  Kożuchów (Freystadt) (DW 296, DW 297)
- Czciradz (Zyrus)
- Lasocin (Lessendorf)
-  Rejów (Rehlau) (DK 3, DW 292)